# Deonte Harty
Deonte Harty, nato Deonte Harris (Baltimora, 4 dicembre 1997), è un giocatore di football americano statunitense che milita nel ruolo di wide receiver e kick returner per i Baltimore Ravens della National Football League (NFL).

## Carriera professionistica

### New Orleans Saints
Harris firmò con i New Orleans Saints dopo non essere stato scelto nel Draft NFL 2019. Dopo un training camp positivo che incluse un ritorno da 78 yard in touchdown nella pre-stagione contro i New York Jets, Harris riuscì ad entrare nei 53 uomini del roster per la stagione regolare. Il suo primo touchdown lo segnò su un ritorno di punt da 53 yard contro i Seattle Seahawks. A fine stagione fu convocato per il suo primo Pro Bowl come kick returner e inserito nel First-team All-Pro.

### Buffalo Bills
Il 16 marzo 2023 Harty firmò un contratto biennale con i Buffalo Bills. Divenne uno dei ritornatori principali della squadra ma fu utilizzato anche in attacco, segnando il suo primo touchdown con i Bills contro i New York Giants. Nell'ultimo turno contro i Miami Dolphins, Harty ritornò un punt per 96 yard in touchdown, dando il via alla rimonta nel quarto periodo di Buffalo che vinse per 21–14 e si aggiudicò il titolo di division. Per questa prestazione fu premiato come miglior giocatore degli special team della AFC della settimana.
Harty fu svincolato il 6 marzo 2024.

### Baltimore Ravens
Il 14 aprile 2024 Harty firmò con i Baltimore Ravens.

## Palmarès
- Convocazioni al Pro Bowl: 1

2019
- First-team All-Pro: 1

2019
- PFWA All-Rookie Team - 2019